# کرووکد لیک پارک (فلوریدا)
کرووکد لیک پارک (به انگلیسی: Crooked Lake Park) یک منطقهٔ مسکونی در ایالات متحده آمریکا است که در شهرستان پولک، فلوریدا واقع شده‌است. کرووکد لیک پارک ۱٫۵ کیلومتر مربع مساحت و ۱٬۶۸۲ نفر جمعیت دارد و ۳۸ متر بالاتر از سطح دریا واقع شده‌است.